# Мертве озеро
Журавли́не о́зеро (інша назва — Мертве озеро) — гірське озеро в Українських Карпатах (масив Сколівські Бескиди). Розташоване в межах Сколівського району Львівської області, на південний схід від села Дубина, на території Національного природного парку «Сколівські Бескиди». 
Озеро неправильної овальної форми, завдовжки бл. 50 м. Вода прозора, але через велику насиченість сірководнем у ньому відсутні вищі живі організми. Багато заболочених ділянок (оліготрофне, сфагнове болото). 
На берегах зростають цінні та рідкісні рослини: журавлина болотна (звідси й назва озера), пухівка піхвова, осока багнова, росичка круглолиста тощо. Довкола озера росте смереково-ялицевий ліс, трапляються невеликі скелі. 
Серед тварин — здебільшого земноводні: тритони (карпатський, гірський), жаби (квакша), ящірки. Також трапляються гадюки. 

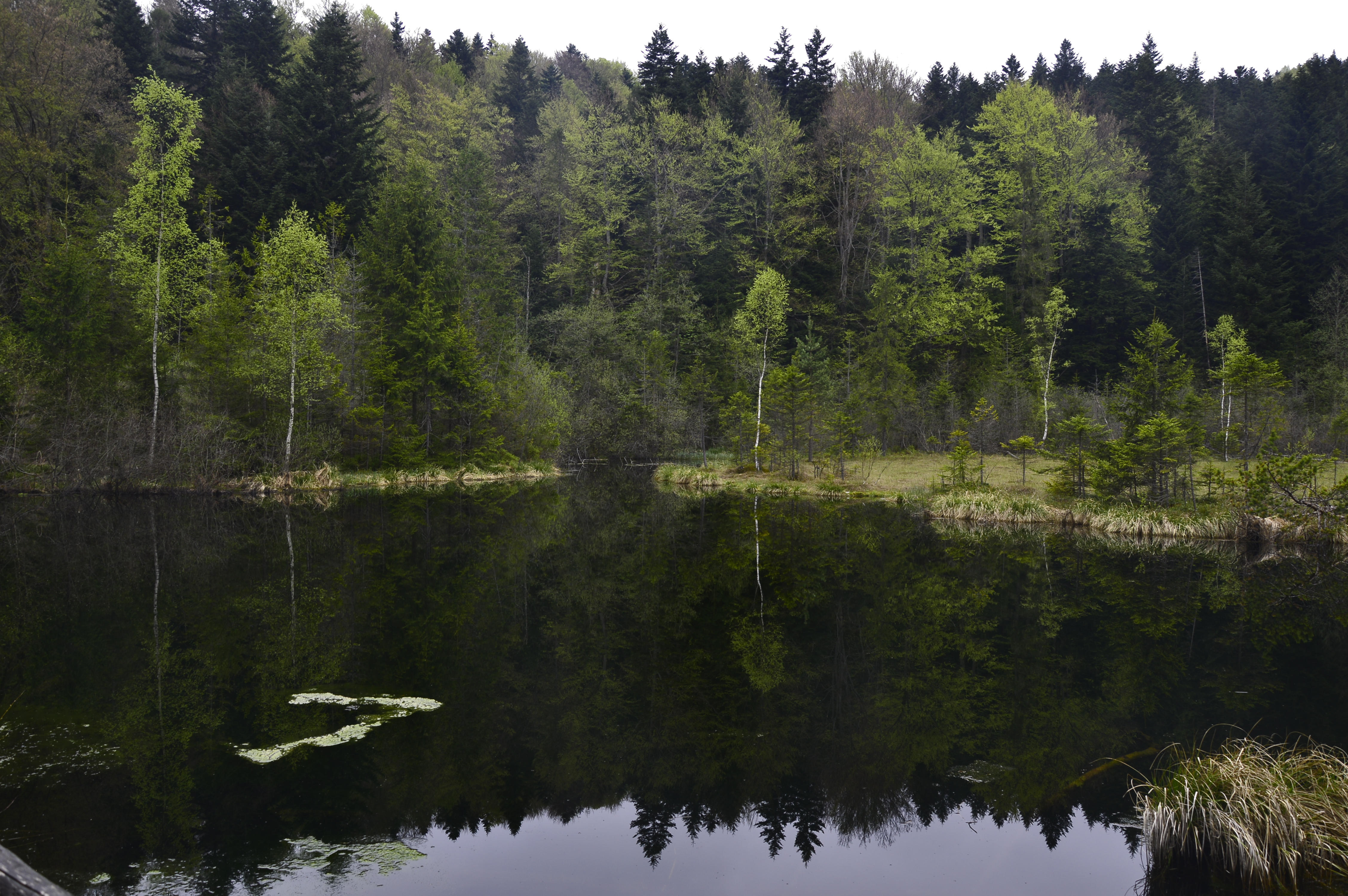
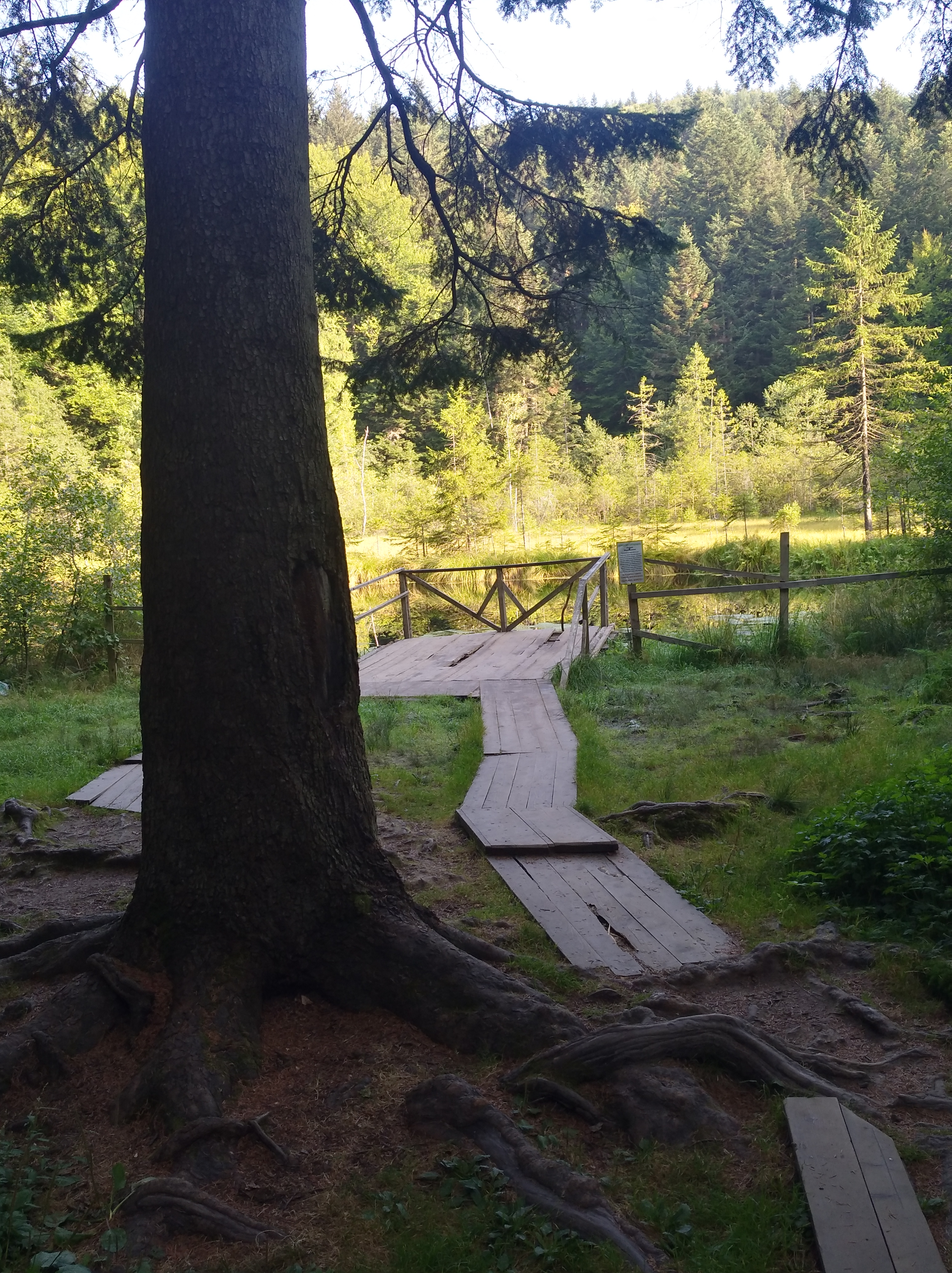
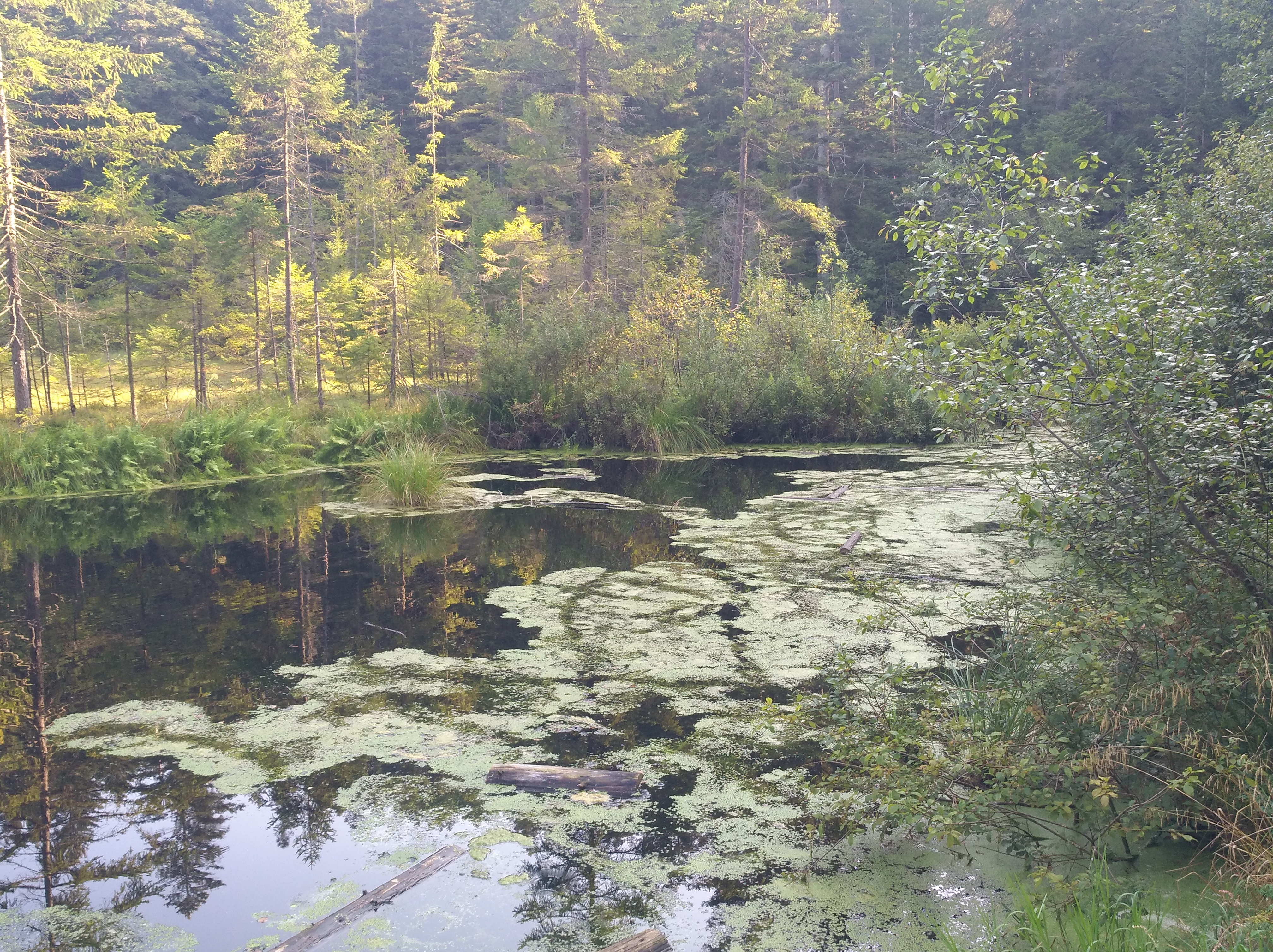
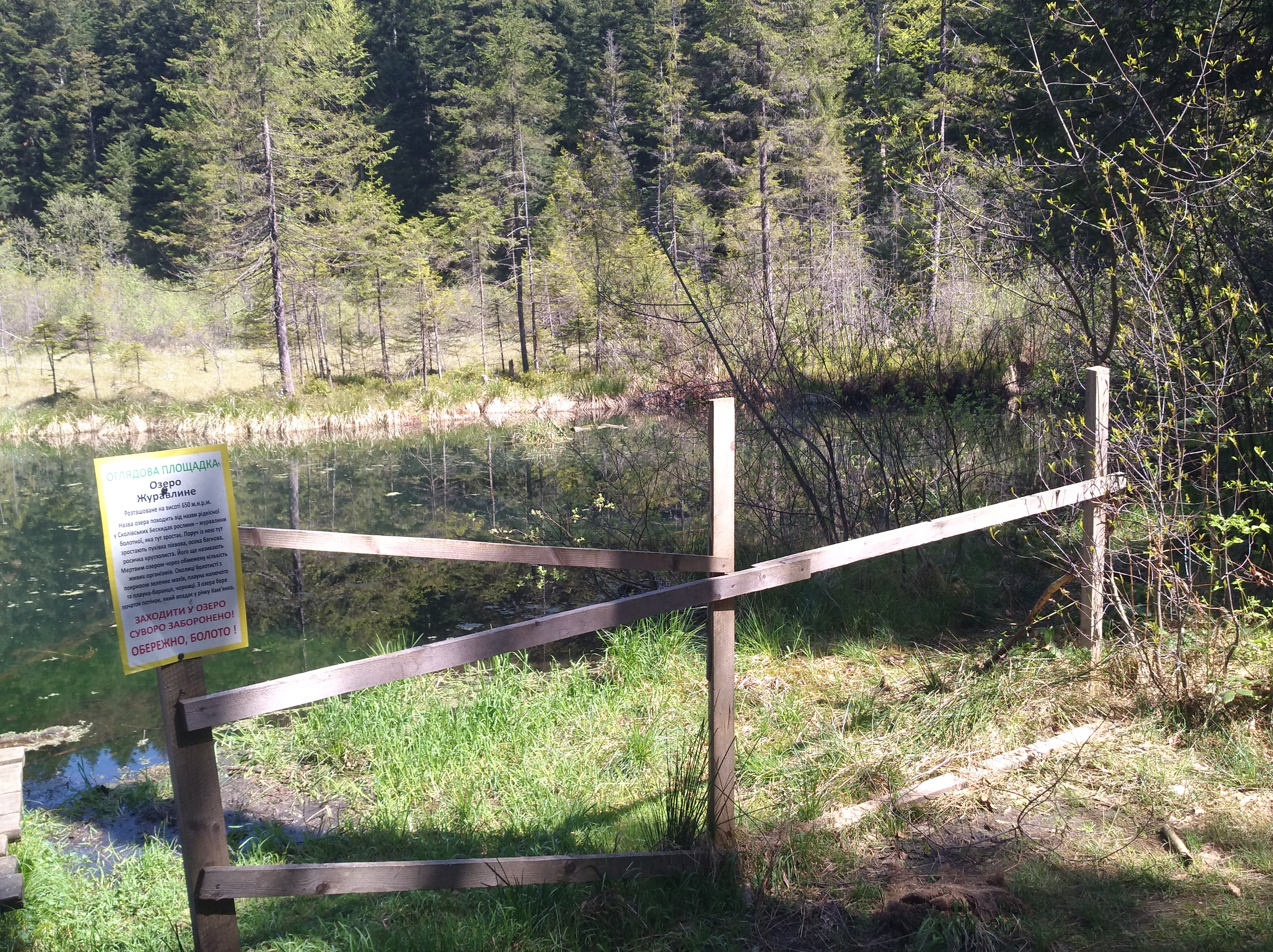
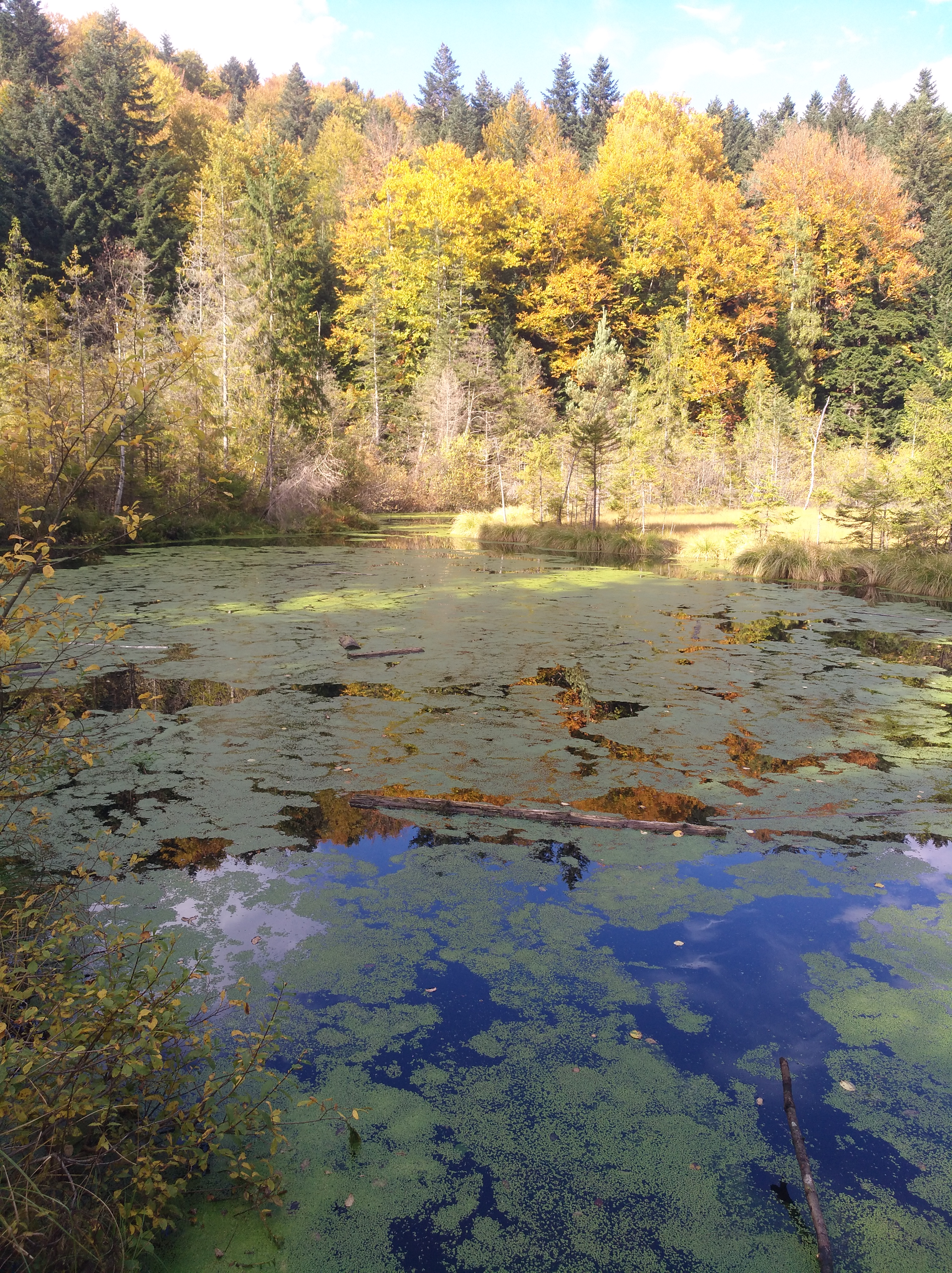
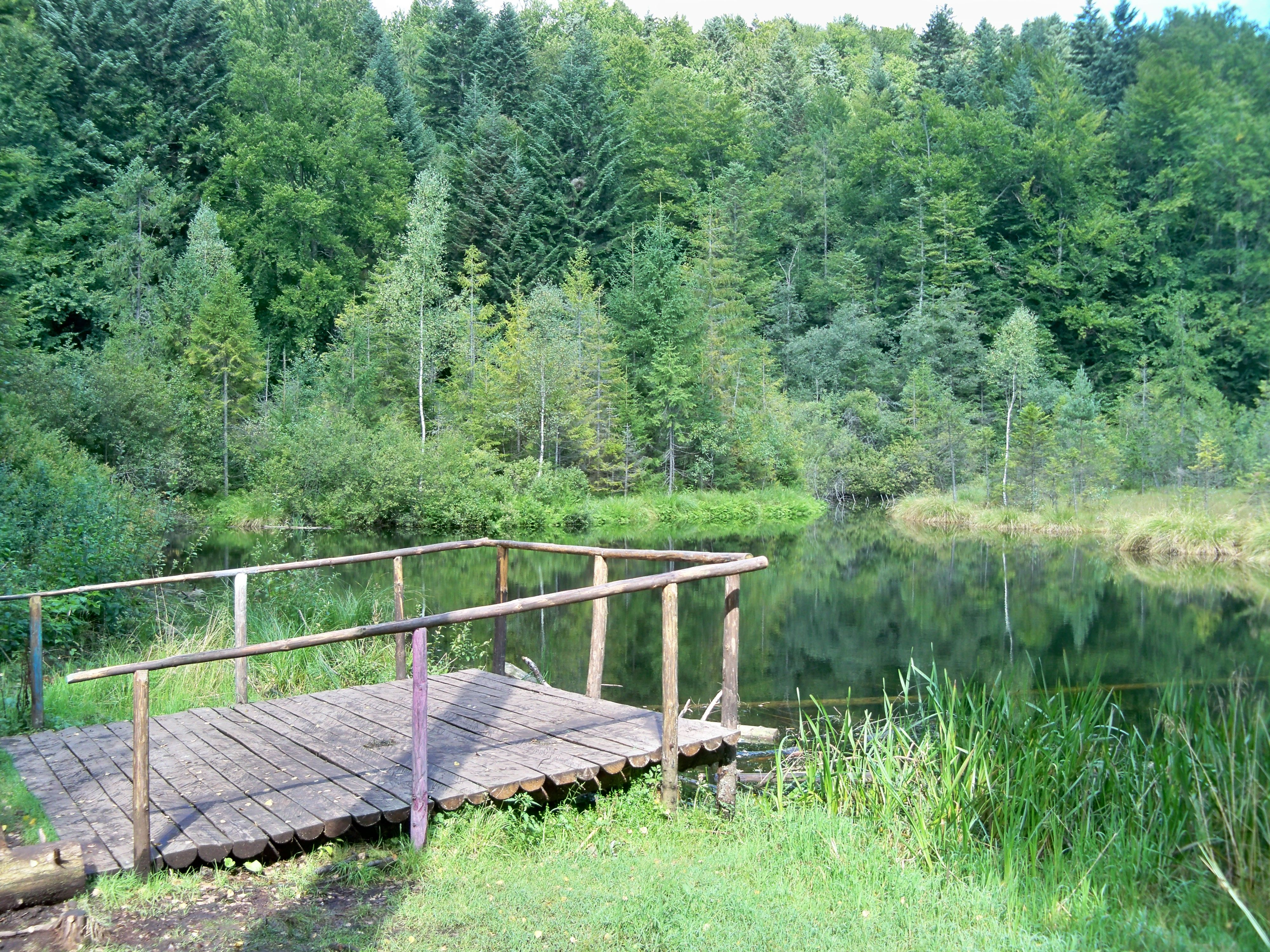

Озеро — популярний об'єкт туризму (разом з Кам'янецьким водоспадом). 